# Amelle Schwerk
Amelle Schwerk (* 15. Februar 1994 in Berlin) ist eine deutsche Schauspielerin und Hörspielsprecherin.

## Leben
Nach Auslandsaufenthalten in Neuseeland und Frankreich studierte Amelle Schwerk von 2014 bis 2018 Schauspiel an der Hochschule für Musik, Theater und Medien Hannover. Neben ihrem Studium besuchte sie verschiedene Workshops bei Giles Foreman und Lena Lessing. Seit der Spielzeit 2019/2020 ist sie Ensemblemitglied beim Schauspiel Hannover.
Amelle Schwerk lebt in Hannover.

## Filmographie (Auswahl)
- 2018: Unsere Jungs – Auch Strippen will gelernt sein
- 2019: Heute oder morgen
- 2019: Systemsprenger
- 2020: Gott ist ein Käfer
- 2023: Letzter Abend

## Hörspiele (Auswahl)
- 2020: Enis Maci: AUTOS. Hörspiel nach dem gleichnamigen Theaterstück (Sie) – Regie: Giuseppe Maio (Hörspielbearbeitung – Deutschlandradio)
- 2022: Ursula Poznanski: Cryptos (2 Teile) (Babette / Marktfrau / Donna / Orakel) – Bearbeitung und Regie: Janine Lüttmann (Hörspielbearbeitung, Kinderhörspiel – RB)
- 2022: Ben-Alexander Safier: Radio-Tatort: Kein Koks für Niemand (Luise/Rechtsmedizinerin) – Regie: Janine Lüttmann (Original-Hörspiel, Kriminalhörspiel – RB)

Quelle: ARD-Hörspieldatenbank

## Theater (Auswahl)
- 2017: Betrunkene (Staatstheater Braunschweig)
- 2017–2019: Hexenjagd (Staatsschauspiel Dresden)
- 2018: Onkel Wanja (Studiotheater der HMTMH)
- 2018–2019: Kleiner Mann – was nun? (Nationaltheater Mannheim)
- 2019–2020: Platonowa (Schauspiel Hannover)
- 2021: Amphitryon (Schauspiel Hannover)
- 2021: Ein Volksfeind (Schauspiel Hannover)
- 2022: Hamlet (Schauspiel Hannover)
- 2022: Das Fest (Schauspiel Hannover)
- 2023: Peer Gynt (Schauspiel Hannover)
- 2023: Biedermann und die Brandstifter (Schauspiel Hannover)

## Auszeichnungen
- 2017: Solopreis beim 28. Bundeswettbewerb deutschsprachiger Schauspielstudierender
- 2022: Nominierung beim Filmfest München für den Förderpreis Neues Deutsches Kino für Gott ist ein Käfer
- 2022: GFS-Förderpreis Weiter so! der Gesellschaft der Freunde des hannoverschen Schauspielhauses e.V.
- 2023: Therese-Giehse-Preis des Deutschen Schauspielpreises[2]